# Свартхольшое
Свартхольшое (норв. Svartholshøe) — гора в муніципалітеті Лом у фюльке Іннланнет, Норвегія. Має висоту 2067 м. Розташована в горах Ютунгеймен у національному парку Ютунгеймен. Гора простягається приблизно на 18 км на південь від села Фоссбергом і приблизно на 36 км на південний захід від села Вегему. Гора оточена декількома іншими відомими горами, включаючи Фінншальспігген, Ґрохое та Нордре Трольштайнхое на півночі; Смодалшое на сході; Гротбреагестен на південному сході; Трульштейнрунду, Трульштейнеггі та Гліттертінн на півдні; і Леуве на північному заході.
Клімат бореальний. Середня температура становить −6 °C. Найтепліший місяць — липень з температурою 8 °C, а найхолодніший — січень з температурою −16 °C.